# كراتي (أسطورة)
كراتي (بالإنجليزية: Krati)‏ روح حارس في أساطير فنلندا يراقب أملاك رب البيت وثرواته ويقوم بحراستها.